# سانتیاگو ریواس
سانتیاگو ریواس (انگلیسی: Santiago Rivas؛ زادهٔ ۱۸ سپتامبر ۲۰۰۰) بازیکن فوتبال اهل آرژانتین است.